# Histoire du tennis

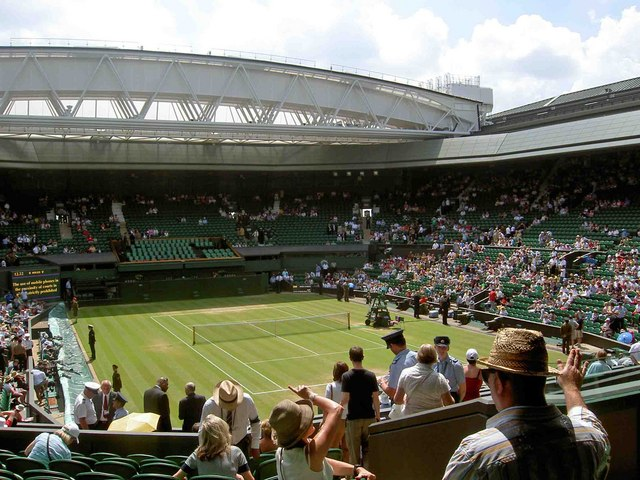
Cour central du tournoi de Wimbledon, plus ancien tournoi de tennis du monde. Il est créé en 1877 par le All England Lawn Tennis and Croquet Club.

Le sport de raquette traditionnellement appelé tennis est le descendant direct de ce qui est maintenant désigné courte paume (en anglais : real tennis), une variante jouée en intérieur du jeu de paume. La plupart des règles du tennis dérivent de ce précurseur et il est raisonnable de considérer les deux sports comme des variantes du même jeu. Les historiens pensent que le tennis est né dans les cloîtres monastiques du nord de la France au XIIe siècle, mais la balle était alors frappée avec la paume de la main ; d'où le nom « jeu de paume ». Ce n'est qu'au XVIe siècle que les raquettes entrent en usage et que le jeu commence à s'appeler « tennis ». Il est populaire en Angleterre et en France, et Henri VIII d'Angleterre était par exemple un grand adepte du jeu. Le nom dérive de l'impératif du verbe français tenir « tenez ! », alors prononcé par le serveur afin d'indiquer au receveur qu'il allait mettre la balle en jeu.
De nombreux courts de tennis d'origine subsistent, notamment des courts à Oxford, Cambridge, ou encore au Palais de Falkland où Mary Stuart jouait régulièrement. De nombreux courts en France sont toutefois détruits avec la Terreur qui accompagne la Révolution française ; ce jeu précurseur reste néanmoins associé au serment du Jeu de paume, un événement charnière des premiers jours de la Révolution française.
Le plus vieux tournoi encore joué est le tournoi de Wimbledon, créé en 1877 par le All England Lawn Tennis and Croquet Club. La Coupe Davis, une compétition annuelle entre équipes nationales masculines, remonte à 1900. La compétition analogue pour les équipes nationales féminines, la Fed Cup, est créée sous le nom de Coupe de la Fédération en 1963 pour célébrer le 50e anniversaire de la fondation de la Fédération internationale de tennis.
Le promoteur C. C. Pyle crée la première tournée de tennis professionnelle en 1926, avec un groupe de joueurs de tennis américains et français jouant des matchs d'exhibition devant un public payant,. Les plus notables de ces premiers professionnels sont l'Américain Vincent Richards et la Française Suzanne Lenglen . Les joueurs qui deviennent pro ne peuvent ensuite plus participer aux tournois majeurs amateurs, tels Wimbledon ou les Internationaux de France.
En 1968, les pressions commerciales et les rumeurs de certains amateurs prenant de l'argent sous la table conduisent à l'abandon de la distinction entre tennis professionnel et amateur : cela inaugure l'Ère Open. À partir de ce moment, tous les joueurs peuvent concourir dans tous les tournois, et les meilleurs peuvent désormais vivre du tennis. Avec l'avènement de l'Ère Open, la création d'un circuit international de tennis professionnel et les revenus de la vente des droits de télévision, la popularité du tennis se propage dans le monde entier et il perd progressivement son statut d'un sport réservé à la classe supérieure, bien que ce stéréotype demeure,,.

## Étymologie
Le mot tennis est entré en usage en anglais au milieu du XIVe siècle à partir de l'ancien français, via le terme anglo-normand « tenez », dans le sens « prenez ! » ou « recevez ». Il s'agit d'un appel du serveur à son adversaire indiquant qu'il est sur le point de servir. La première apparition connue du mot dans la littérature anglaise est par le poète John Gower dans son poème intitulé « In Praise of Peace » dédié au roi Henri IV et composé en 1400 : « Of the tenetz to winne or lese a chase, Mai no lif wite er that the bal be ronne », traduisible par « Si une poursuite est gagnée ou perdue au tennis, personne ne peut le savoir tant que la balle n'est pas lancée » ,,,.

## Origine

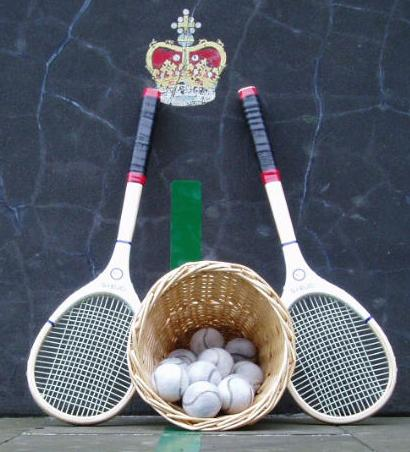
Raquettes et balles de courte paume (real tennis).

Le tennis est mentionné dans la littérature dès le Moyen Âge. Dans The Second Shepherds 'Play (vers 1500), les bergers offrent trois cadeaux, dont une balle de tennis, au Christ nouveau-né. Sir Gauvain, chevalier de la table ronde du roi Arthur, joue au tennis contre un groupe de 17 géants dans The Turke and Gowin (vers 1500),.

### Jeu de paume
La forme médiévale du tennis est appelée courte-paume (ou real tennis) lorsque jouée en intérieure et longue paume lorsque jouée en extérieur. Il s'agit d'un jeu qui a évolué sur trois siècles, à partir d'un jeu de balle antérieur joué vers le XIIe siècle en France et qui impliquait de frapper une balle à main nue puis plus tard avec un gant,. Au XVIe siècle, le gant devient une raquette, le jeu s'étant déplacé vers une aire de jeu fermée et les règles s'étant stabilisées. La courte paume se répand dans la royauté en Europe, atteignant son apogée au XVIe siècle.
En 1437, à Blackfriars, Perth, la pratique du tennis entraîne indirectement la mort du roi Jacques Ier d'Écosse, lorsque la sortie d'évacuation, par laquelle il espérait échapper aux assassins, avait été bloquée pour éviter la perte de balles de tennis,.
François Ier de France (1515-1547) est un joueur enthousiaste de la courte-paume tennis, construisant des terrains et encourageant le jeu parmi les courtisans et les roturiers. Son successeur Henri II (1547-1559) est également un excellent joueur et perpéteue la tradition royale française. En 1555, un prêtre italien, Antonio Scaino da Salothe, écrit le premier livre connu sur le tennis, Trattato del Giuoco della Palla. Deux rois de France sont morts d'épisodes liés au tennis : Louis X d'un grave frisson après avoir joué et Charles VIII après s'être cogné la tête pendant un match. Le roi Charles IX donne son accord à la création de la Corporation of Tennis Professionals[Quoi ?] en 1571, créant ainsi le premier « tour » de tennis professionnel et établissant trois niveaux professionnels : apprenti, associé et maître. Un professionnel nommé Forbet écrit et publie la première codification des règles en 1599.
L'intérêt royal en Angleterre commence avec Henri V (1413-1422). Henri VIII (1509-1547) a un plus grand impact en tant que jeune monarque, jouant très régulièrement à Hampton Court sur un terrain qu'il a fait construire en 1530. Sa deuxième épouse, Anne Boleyn, regardait un match lorsqu'elle a été arrêtée et Henry jouait lorsque la nouvelle de son exécution est arrivée. Sous le règne de Jacques Ier (1603-1625), Londres comptait 14 courts de tennis.
La courte-paume est mentionnée en littérature par William Shakespeare qui évoque des « balles de tennis » dans Henri V (1599), lorsqu'un panier en est donné au roi Henri comme une moquerie de son goût pour le sport lors de sa jeunesse. Cela est également mentionné dans certaines chroniques et ballades antérieures. L'une des premières références les plus frappantes apparaît dans un tableau de Giambattista Tiepolo intitulé La Mort de Hyacinthe (1752-1753) dans lequel une raquette enfilée et trois balles de tennis sont représentées. Le thème du tableau est l'histoire mythologique d'Apollon et Hyacinthe, écrite par Ovide. Giovanni Andrea dell'Anguillara la traduit en italien en 1561 et remplace le lancer de disque, dans le texte original, par la pallacorde ou le tennis, qui avait atteint un statut élevé dans les cours au milieu du XVIe siècle. La peinture de Tiepolo, exposée au Musée Thyssen Bornemisza à Madrid, est commandée en 1752 par le comte allemand Wilhelm Friedrich Schaumburg Lippe, qui était un joueur de tennis passionné.
Le jeu prospère parmi la noblesse du XVIIe siècle en France, en Espagne, en Italie et dans l'empire austro-hongrois, mais souffre du puritanisme anglais. À l'ère Napoléonienne, les familles royales d'Europe sont restreintes et la courte-paume est largement abandonnée. Le jeu de paume joue un rôle mineur dans l'histoire de la Révolution française, à travers le Serment du Jeu de paume, une promesse signée par les députés français sur un terrain de courte-paume, qui a constitué une étape décisive dans la Révolution.
En Angleterre, au XVIIIe et au début du XIXe siècle, alors que la courte-paume décline, trois autres sports de raquette émergent : le jeu de raquettes, le squash et le tennis sur gazon, le plus proche du jeu moderne.

## Naissance du tennis sur gazon
L'avocat et mémoiriste William Hickey rappelle qu'en 1767 « en été, nous avions un autre club, qui se réunissait à la Red House à Battersea Fields, presque en face de Ranelagh... Le jeu auquel nous jouions était une invention de notre cru, et s'appelait le tennis sur gazon, qui offrait un noble exercice... Le champ, qui s'étendait sur seize acres, était tenu dans un ordre aussi élevé et lisse qu'un terrain de boules".
Le sport moderne est lié à deux inventions distinctes.
Entre 1859 et 1865, à Birmingham, en Angleterre, le major Harry Gem, un avocat, et son ami Augurio Perera, un marchand espagnol, combinent des éléments du jeu de raquettes et de la pelote basque puis jouent sur une pelouse de croquet à Edgbaston. En 1872, les deux hommes déménagent à Leamington Spa et en 1874, avec deux médecins de l'hôpital Warneford, fondent le premier club de tennis au monde, le Leamington Tennis Club.
En décembre 1873, le major Walter Clopton Wingfield conçoit un court de tennis en forme de sablier afin d'obtenir un brevet sur son court (car le court rectangulaire était déjà utilisé et n'était pas brevetable). Un brevet temporaire sur ce court en forme de sablier lui est accordé en février 1874, qu'il ne renouvelle pas lorsqu'il expire en 1877. Il est parfois pensé à tort que Wingfield a obtenu un brevet sur le jeu qu'il a conçu pour être joué sur ce type de terrain, mais en fait, Wingfield n'a jamais demandé ni reçu de brevet sur son jeu. Après une série d'articles et de lettres dans le magazine sportif britannique The Field, et une réunion au Marylebone Cricket Club de Londres, les règles officielles du tennis sur gazon sont promulguées par ce club en 1875. Celles-ci ne conservent aucune des variations que Wingfield avait imaginées et nommées Sphaeristikè. Wingfield affirme qu'il avait inventé sa version du jeu pour amuser ses invités lors d'une garden-party le week-end sur son domaine de Nantclwyd, à Llanelidan, au Pays de Galles en 1874, mais des recherches ont démontré que son jeu n'avait probablement même pas été joué pendant ce week-end au Pays de Galles,. Il a probablement insiré son jeu à la fois sur le sport en évolution du tennis en plein air et sur le jeu de paume. Une grande partie de la terminologie du tennis moderne dérive également de cette période, car Wingfield et d'autres ont emprunté à la fois le nom et une grande partie du vocabulaire français du jeu de paume et les ont appliqués à leurs variantes du vrai tennis. Dans l'ouvrage scientifique Tennis: A Cultural History, Heiner Gillmeister révèle que le 8 décembre 1874, Wingfield avait écrit à Harry Gem, commentant qu'il expérimentait sa version du tennis sur gazon depuis un an et demi. Gem lui-même avait largement attribué à Perera l'invention du jeu.

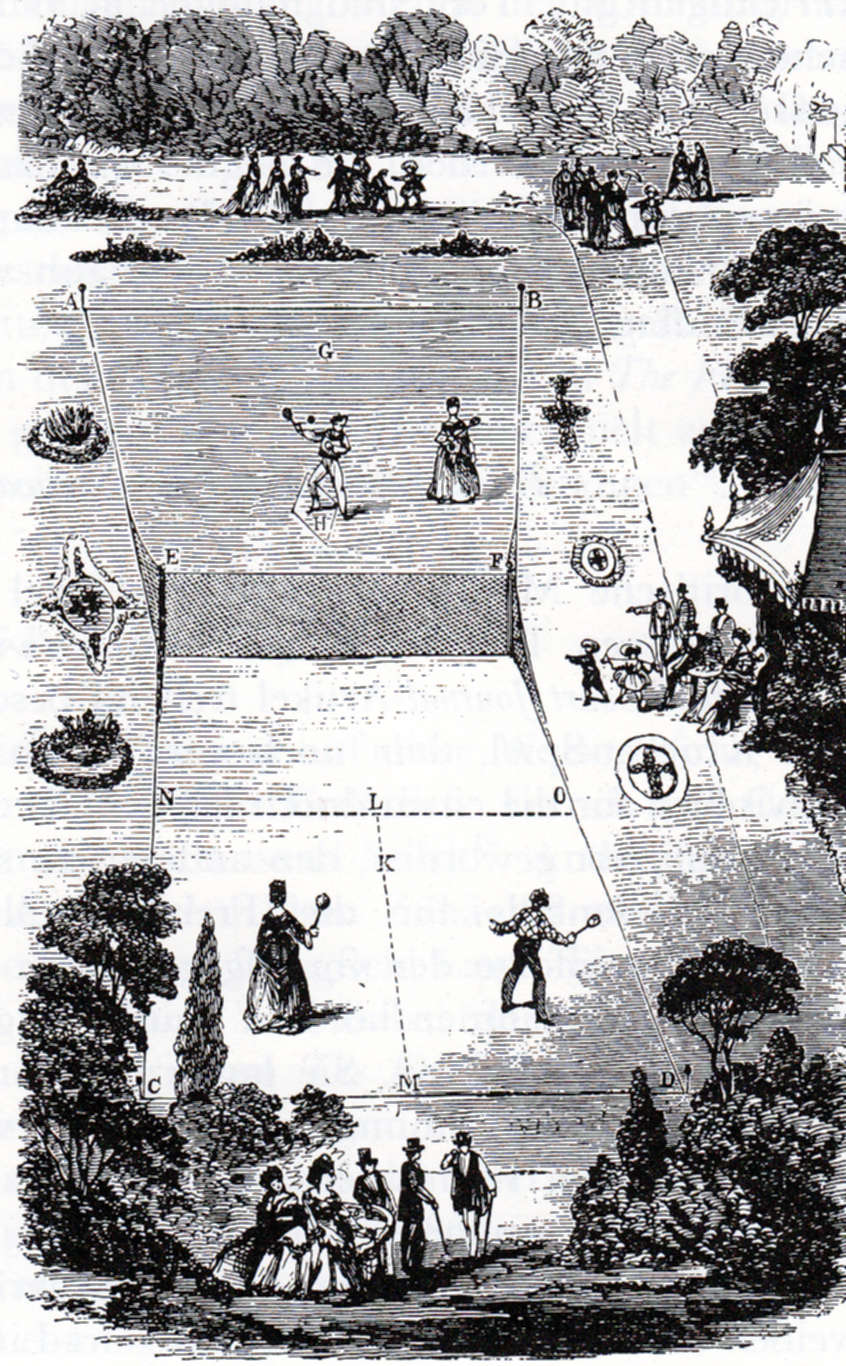
Terrain de tennis en forme de sablier imaginé par Walter Clopton Wingfield.

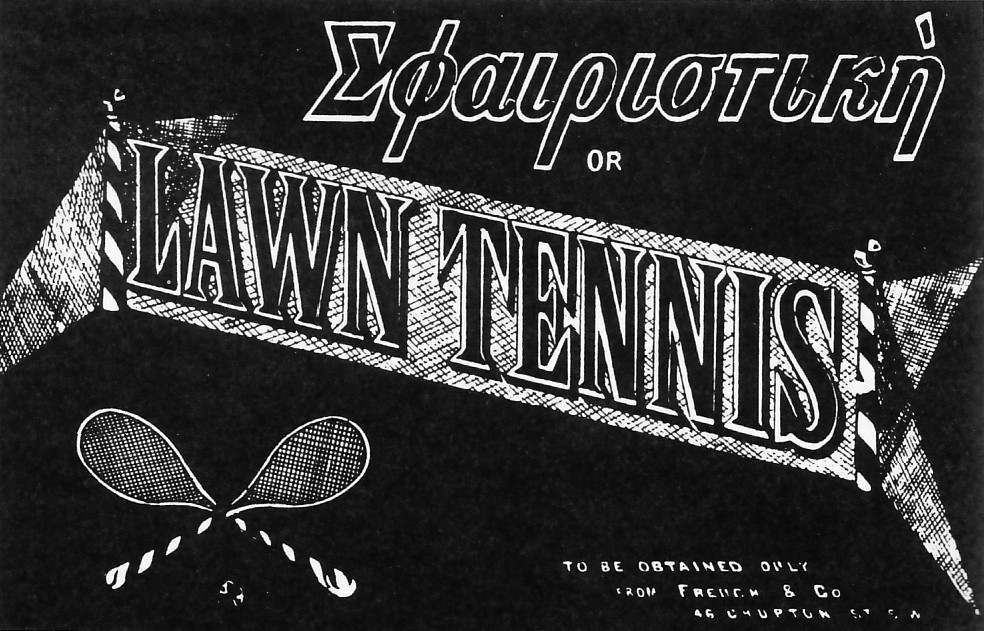
Couverture de la première édition du livre au sujet du tennis sur gazon de Walter Clopton Wingfield, publié en février 1874.

Wingfield fait breveter son court en sablier en février 1874, mais pas son livre de règles de huit pages intitulé "Sphairistike or Lawn Tennis". Par ailleurs, il ne réussit pas à faire appliquer son brevet. Dans sa version, le jeu se joue sur un court en forme de sablier et le filet est plus haut qu'il ne l'est dans le tennis sur gazon officiel (4 pieds 8 pouces, soit 142 cm contre 1m07 actuellement). Le service devait être effectué à partir d'une boîte en forme de losange au milieu d'un seul côté du terrain, et le service devait rebondir au-delà de la ligne de service plutôt qu'avant. Il adopte un système de notation reposant sur le jeu de raquettes où les jeux se composaient de 15 points (appelés «as»). Aucune de ces particularité ne survit aux Rules of Lawn Tennis de 1875 du Marylebone Cricket Club qui restent celles officielles, avec de légères modifications périodiques, depuis lors. Ces règles sont adoptées par le All England Lawn Tennis and Croquet Club pour le premier championnat de tennis sur gazon, à Wimbledon en 1877. Les hommes qui ont conçu ces règles étaient membres des deux clubs.
Wingfield reçoit du crédit pour avoir popularisé le jeu de tennis sur gazon, car il a commercialisé, dans un coffret, tout l'équipement nécessaire pour jouer à sa version ou à d'autres versions, équipement qui n'était disponible auparavant que dans plusieurs points de vente différents. En raison de cette commodité, des versions du jeu se sont rapidement répandues en Grande-Bretagne et, en 1875, le tennis sur gazon avait pratiquement supplanté le croquet et le badminton en tant que jeux de plein air pour hommes et femmes.
Mary Ewing Outerbridge joue au jeu aux Bermudes. De nombreuses histoires affirment qu'en 1874, Mary est revenue des Bermudes à bord du navire SS Canima et a introduit le tennis sur gazon aux États-Unis, créant soi-disant le premier court de tennis aux États-Unis sur le terrain du Staten Island Cricket and Baseball Club. Ce dernier se trouvait près de l'endroit où se trouve aujourd'hui le terminal de ferry de Staten Island. Le club est vers le 22 mars 1872. Il est parfois rapporté qu'elle a joué le premier match de tennis aux États-Unis contre sa sœur Laura à Staten Island sur un court en forme de sablier. Cependant, tout cela est impossible, l'équipement de tennis qu'elle aurait ramené des Bermudes n'était disponible aux Bermudes qu'en 1875. Le tennis sur gazon a plutôt été introduit pour la première fois aux États-Unis sur un terrain en gazon du Col. William Appleton's Estate à Nahant, Massachusetts par le Dr James Dwight, Henry Slocum, Richard Dudley Sears et le demi-frère de Sears, Fred Sears, en 1874.

## Terminologie

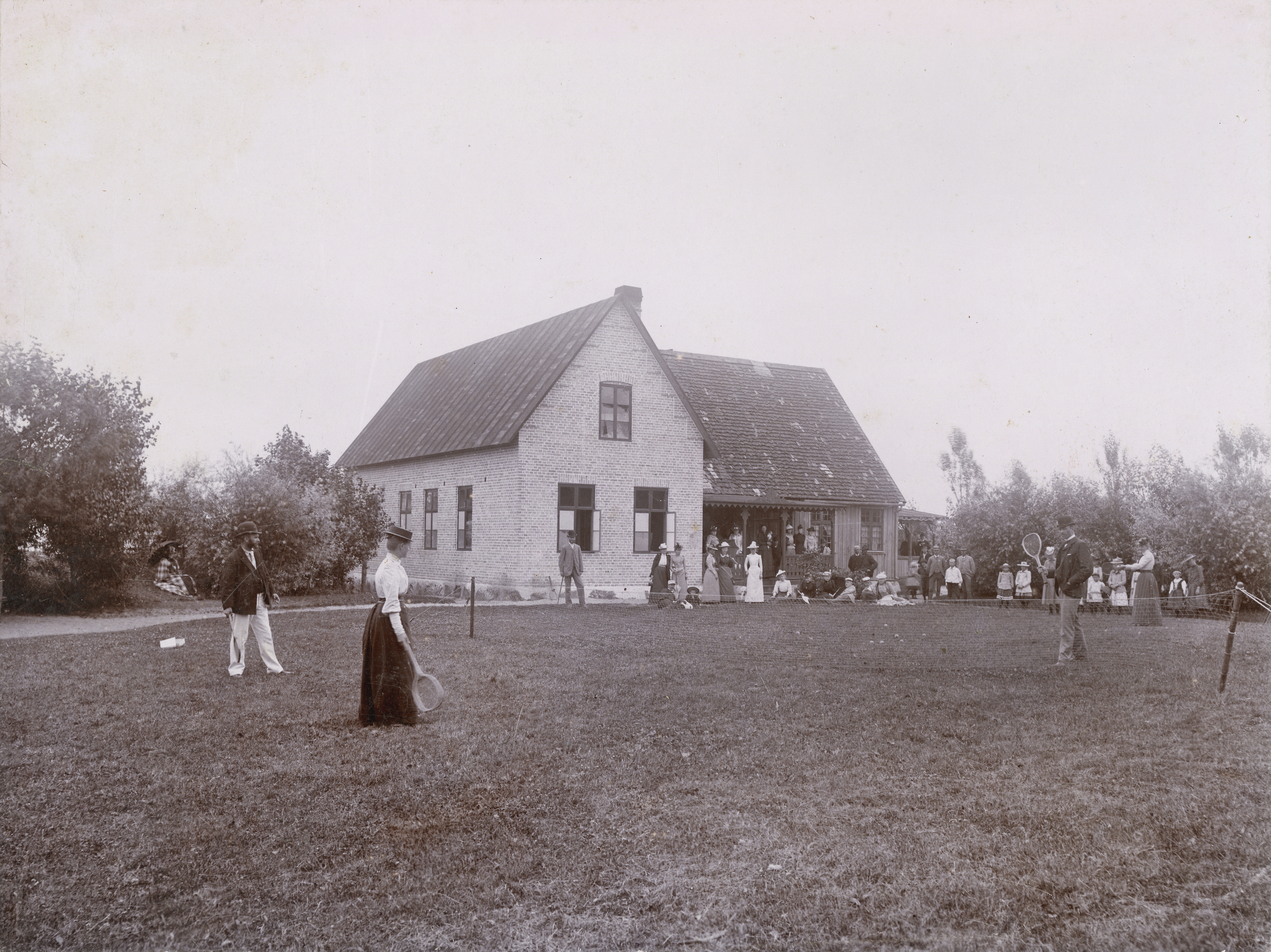
Match de tennis amateur en Suède, 1892.

Wingfield emprunte à la fois le nom et une grande partie du vocabulaire français du jeu de paume :
- Tennis vient du français tenez, l'impératif formel du verbe tenir, signifiant "reçois !" ou "prends !". Cette interjection est utilisée comme un appel du serveur à son adversaire pour indiquer qu'il est sur le point de servir[41].
- Raquette (ou raquette) dérive de l'arabe rakhat, signifiant la paume de la main[42].
- Deuce (égalité en français) vient de "à deux du jeu" - à deux points du jeu (c'est-à-dire que deux points consécutifs doivent être marqués pour gagner la partie)[43].
- L'origine de l'utilisation de "love" pour zéro en anglais est contestée. Il pourrait dériver de "œuf" en français, représentant traditionnellement la forme d'un zéro[44],[45]. Une autre possibilité est qu'il dérive de l'expression néerlandaise "iets voor lof doen", qui signifie faire quelque chose pour la louange, n'impliquant aucun enjeu monétaire[46].
- La raison de la numérotation des scores étant "15", "30" et "40" est inconnue. Des sources historiques suggèrent que le système était à l'origine 15, 30, 45 avec le 45 simplifié à 40 au fil du temps. Les théories courantes sont qu'il provient des quarts d'horloge ou des enjeux de jeu d'argent[43].

## Tournois et tournées de l'ère pré-Open

### Tournois amateurs

#### Tournois du Grand Chelem
Les quatre tournois majeurs ou tournois du Grand Chelem, les quatre plus grandes compétitions du circuit de tennis, sont Wimbledon, l'US Open, les Internationaux de France et l'Open d'Australie. Depuis le milieu des années 1920, ils sont devenus et sont restés les événements les plus prestigieux du tennis,,.

##### 1877: Wimbledon

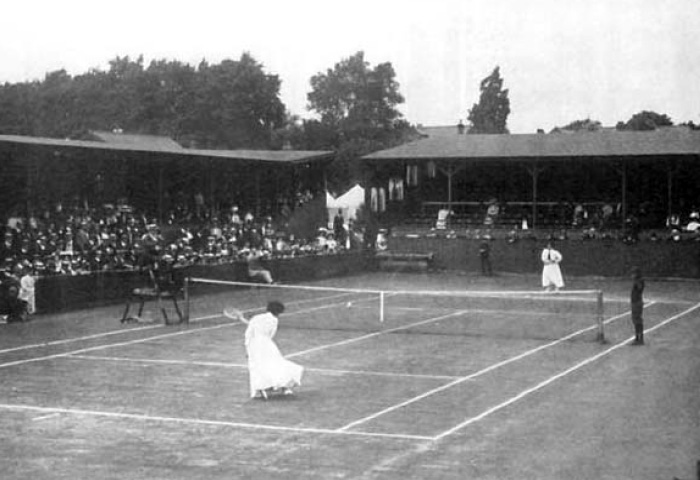
Finale du tournoi de tennis féminin lors des Jeux olympiques de 1908, qui se tient sur le site de Wimbledon.

Le tournoi de Wimbledon est fondés par le All England Lawn Tennis and Croquet Club en 1877 pour collecter des fonds pour le club. Les premiers championnats sont disputés par 22 hommes et le vainqueur reçoit une coupe proclamant que le vainqueur est "le champion du monde en solitaire du All England Lawn Tennis Club" (The All England Lawn Tennis Club Single Handed Champion of the World). Les premiers championnats aboutissent à un débat important sur la manière de normaliser les règles. L'année suivante, le tournoi est reconnu comme championnat britannique officiel, bien qu'il soit ouvert aux concurrents internationaux. En 1884, les championnats dames simples et messieurs doubles sont inaugurés, suivis des dames et doubles mixtes en 1913.

##### 1881: U.S. Open
En 1881, le désir de jouer au tennis de manière compétitive conduit à la création de clubs de tennis.
Le premier tournoi national américain a lieu en 1880 au Staten Island Cricket and Baseball Club à New York. Un Anglais nommé Otway Woodhouse remporte le tournoi en simple. Il y a aussi un match de double qui est remporté par une paire locale. Les règles sont alors différentes dans chaque club. Par exemple, la balle utilisée à Boston est plus grosse que celle de New York. Le 21 mai 1881, la United States National Lawn Tennis Association (aujourd'hui Fédération de tennis des États-Unis) est créée pour normaliser les règles et organiser des compétitions.
Le championnat national américain en simple masculin, aujourd'hui l'US Open, a lieu pour la première fois en 1881 à Newport, Rhode Island. Les championnats nationaux américains de simple féminin ont lieu pour la première fois en 1887 à Philadelphie.
Le tournoi est officiellement nommé comme l'un des « majeurs » à partir de 1924 par la Fédération internationale de tennis sur gazon (ILTF).

##### 1891/1925: Internationaux de France
Le tennis est principalement un sport du monde anglophone, dominé par la Grande-Bretagne et les États-Unis. Il est également populaire en France, où les Internationaux de France débutent en 1891 sous le nom de Championnat de France International de Tennis. Ce tournoi n'est pas reconnu comme un tournoi majeur ou du Grand Chelem jusqu'à ce qu'il soit ouvert à toutes les nationalités en 1925.

##### 1905: Open d'Australie
L'Open d'Australie est disputé pour la première fois en 1905 en tant que championnats d'Australasie (Australie et Nouvelle-Zélande). En raison de son éloignement géographique, historiquement, l'événement n'attire pas la participation des meilleurs joueurs de tennis. Il devient l'un des tournois majeurs de tennis à partir de 1924 (désigné par l'ILTF). En 1927, parce que les autorités néo-zélandaises du tennis renoncent à leurs engagements envers le tournoi, il est devient connu sous le nom de Championnats d'Australie. Pendant la majeure partie des années 1970 et au début des années 1980, l'événement se déroule sans la participation des meilleurs professionnels du tennis. Depuis son déménagement à Melbourne Park en 1988, l'Open d'Australie retrouve la popularité des trois autres tournois majeurs.

#### La Coupe Davis
En 1898, Dwight F. Davis de l'équipe de tennis de l'université Harvard conçoit un format de tournoi avec l'idée de défier les Britanniques à une confrontation de tennis. Le premier match entre les États-Unis et la Grande-Bretagne a eu lieu à Boston, Massachusetts en 1900. L'équipe américaine, dont faisait partie Dwight Davis, surprend les Britanniques en remportant les trois premiers matchs. En 1905, le tournoi s'élargit pour inclure la Belgique, l'Autriche, la France et l'Australasie, une équipe combinée d'Australie et de Nouvelle-Zélande (les deux pays concourent conjointement jusqu'en 1913).
Le tournoi est initialement connu sous le nom de International Lawn Tennis Challenge. Il est rebaptisé en Coupe Davis après la mort de Dwight Davis en 1945. Le tournoi s'est considérablement élargi et, à l'occasion de son 100e anniversaire en 1999, 130 nations ont participé.

#### Fédération internationale de tennis

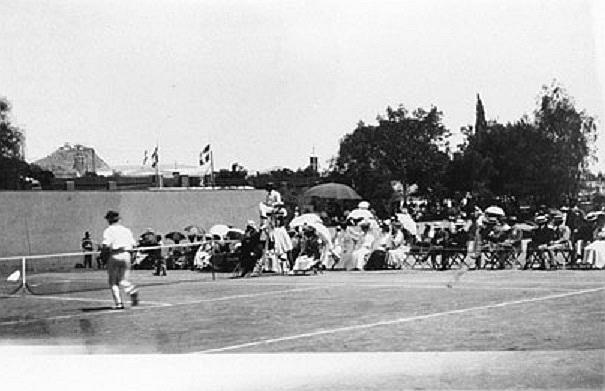
Finale du simple messieurs aux Jeux olympiques d'été de 1896.

L'année 1913 voit douze associations nationales de tennis se mettre d'accord lors d'une conférence à Paris pour former la Fédération internationale de tennis sur gazon (ILTF), rebaptisée en 1977 comm Fédération internationale de tennis (ITF). Les règles de l'association promulguées en 1924 sont restées stables au cours du siècle suivant, le seul changement majeur étant l'ajout du système de tie-break conçu par James Van Alen.
La même année, le tennis est retiré des Jeux olympiques après les Jeux de 1924, mais revient 60 ans plus tard en tant qu'événement de démonstration pour les moins de 21 ans en 1984. Cette réintégration est créditée des efforts du président de l'ITF Philippe Chatrier, du secrétaire général de l'ITF David Gray et du vice-président de l'ITF Pablo Llorens ainsi que du soutien du président du CIO Juan Antonio Samaranch. Le succès de l'événement convainc le CIO de réintroduire le tennis en tant que sport médaillé à part entière à Séoul en 1988.

#### La Fed Cup
L'idée d'un tournoi de style Coupe Davis pour les équipes nationales féminines est  proposée pour la première fois en 1919 par Hazel Hotchkiss Wightman. Après avoir été refusée, elle fait don d'un trophée en 1923 qui est connu sous le nom de Wightman Cup, décerné lors d'un match annuel entre les deux nations de tennis féminin les plus fortes de l'époque, les États-Unis et la Grande-Bretagne.
L'idée originale de Wightman d'un tournoi mondial pour les équipes féminines se concrétise plus de 40 ans plus tard, en 1962, lorsque Nell Hopman persuade l'ITF de commencer à parrainer un tel événement. La première Coupe de la Fédération est disputée en 1963 dans le cadre des célébrations du 50e anniversaire de l'ITF. Dans les années 1990, plus de 70 nations s'affrontent chaque année et des qualifications régionales sont introduites en 1992. En 1995, l'ITF introduit un nouveau format de style Coupe Davis pour la compétition et la rebaptise Fed Cup.

### Le circuit professionnel

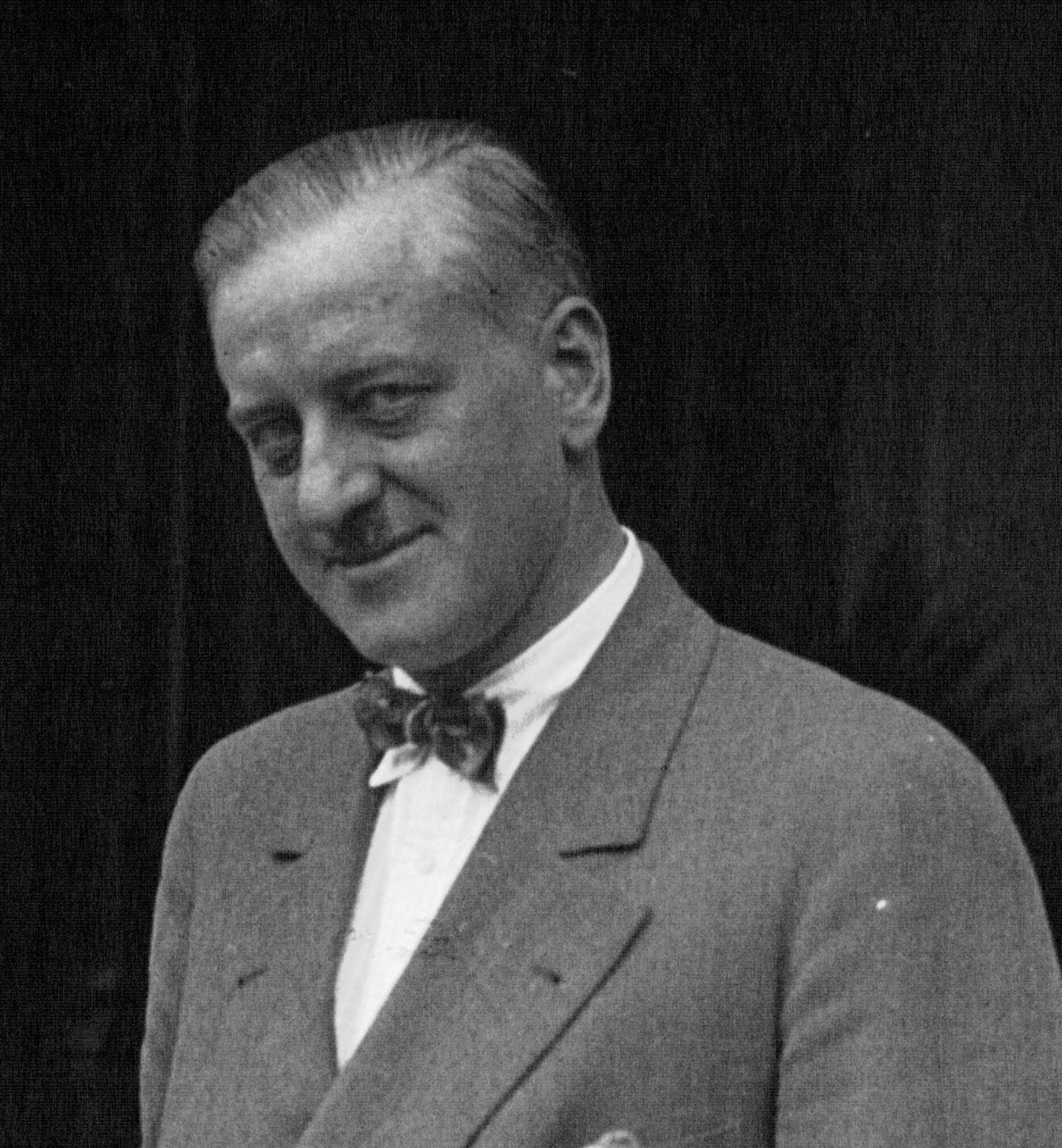
C. C. Pyle, un de premiers promoteurs de tennis professionnel.

En 1926, le promoteur C. C. Pyle établit la première tournée professionnelle avec un groupe de joueurs américains et français jouant des matchs d'exhibition devant un public payant,. Les premiers professionnels les plus notables sont l'Américain Vinnie Richards et la Française Suzanne Lenglen . Les joueurs devenant professionnels ne peuvent ensuite plus participer aux tournois majeurs (amateurs).
Avant l'Ere Open, les principaux joueurs professionnels sont sous contrat avec un promoteur professionnel qui contrôlait leurs apparitions. Par exemple, en 1926, Lenglen et Richards font une tournée en Amérique du Nord avec Paul Féret et Mary K. Browne sous contrat avec Charles C. Pyle. Les principaux événements du circuit professionnel comprennent des compétitions en tête-à-tête et des championnats professionnels sur invitation, qui sont l'équivalent des tournois du Grand Chelem sur le circuit professionnel.
Suzanne Lenglen est la joueuse principale de la première année du circuit professionnel, et après sa retraite en février 1927, peu de joueuses ont joué sur le circuit professionnel avant l'ère Open.

#### Tournées
Dans les années précédant l'Ere Open, les professionnels jouaient souvent plus fréquemment lors de tournées en tête-à-tête que dans des tournois, car les tournées payaient beaucoup mieux que les tournois et le nombre de tournois professionnels était faible. Par exemple, Fred Perry gagne 91 000 $ US (environ 2 000 000 $ aujourd'hui) lors d'une tournée nord-américaine de 1937 contre Ellsworth Vines mais ne remporte que 450 $ US (10 000 $) pour sa victoire en 1938 aux championnats de tennis professionnels américains. Vines n'a probablement pas participé à un tournoi en 1937 et 1938.
Même dans les années 1950, certains professionnels continuent à jouer des matchs de tournée. Au cours de ses cinq premiers mois en tant que professionnel (de janvier à mai 1957), Ken Rosewall joue 76 matchs lors d'une tournée contre Pancho Gonzales mais seulement 9 matchs de tournoi. Joe McCauley détermine que pour 1952, seuls 7 tournois professionnels étaient joués par les meilleurs joueurs internationaux, et 2 autres tournois professionnels (le British Pro et le German Pro) étaient réservés aux joueurs nationaux. Ce n'est que dans les années 1960 que les tournois professionnels sont devenus plus importants que les tournées.

#### Championnats Pro (Pro Slams)
Le plus prestigieux des tournois professionnels est le tournoi de Wembley, organisé à la Wembley Arena en Angleterre, disputé entre 1934 et 1990. Le plus ancien est le tournoi de tennis US Pro, disputé entre 1927 et 1999. Le troisième tournoi majeur est le championnat de France de tennis professionnel Pro, disputé entre 1930 et 1968. Les championnats britanniques et américains se sont poursuivis dans l'ère Open mais sont passés au statut de tournois mineurs après la fin des années 1960.

## Ère Open

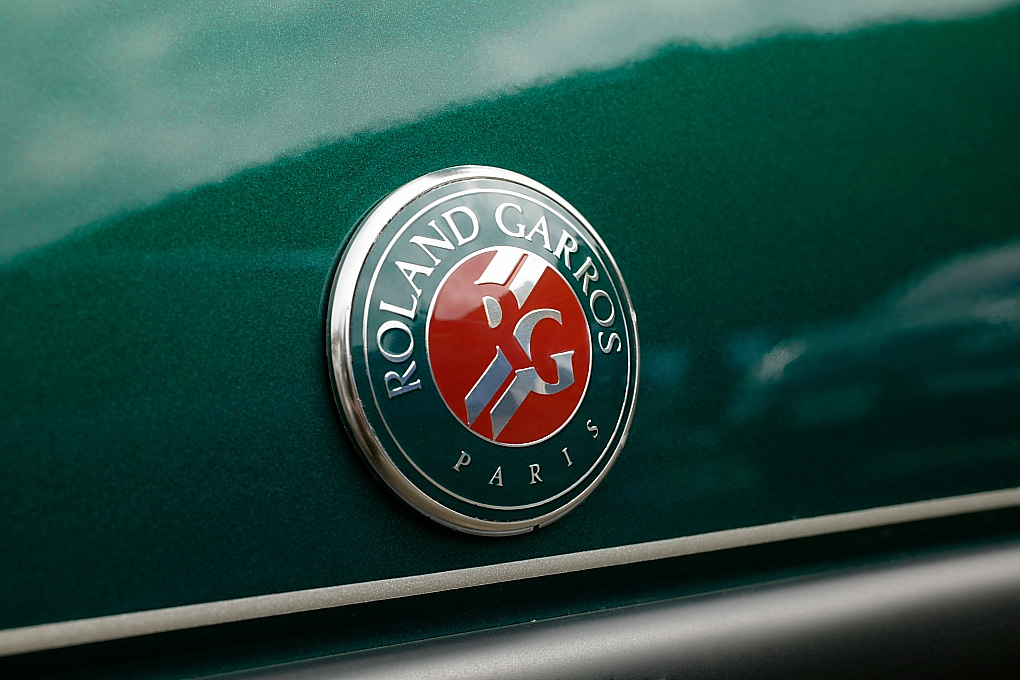
Roland-Garros est le premier tournoi du Grand Chelem à devenir "ouvert" aux professionnels.

L'Ère Open débute en 1968 lorsque les tournois du Grand Chelem acceptent de permettre aux joueurs professionnels de rivaliser avec les amateurs. Avant 1968, seuls les amateurs étaient autorisés à participer aux tournois du Grand Chelem et à d'autres événements organisés ou sanctionnés par l'ILTF, y compris la Coupe Davis.
Au cours des premières années de l'Ere Open, les luttes de pouvoir entre l'ILTF et les promoteurs commerciaux conduit au boycott des événements du Grand Chelem. Le premier événement Open est les Championnats britanniques sur terrain dur de 1968 qui se sont tenus en avril au West Hants Club à Bournemouth, tandis que le premier tournoi open du Grand Chelem est Roland-Garros 1968 en mai. Les deux tournois sont remportés par Ken Rosewall. L'Ere Open permet ensuite aux joueurs de gagner leur vie en jouant au tennis.

### National Tennis League (NTL) et World Championship Tennis (WCT)
En 1968, quelques professionnels sont indépendants, dont Lew Hoad, Mal Anderson, Luis Ayala et Owen Davidson, mais la plupart des meilleurs joueurs sont sous contrat. George McCall dirige la National Tennis League (NTL) et les joueurs Rod Laver, Ken Rosewall, Andrés Gimeno, Pancho Gonzales, Fred Stolle et Roy Emerson. Dave Dixon (plus tard remplacé par Lamar Hunt) dirige la World Championship Tennis et le "Handsome Eight" : John Newcombe, Tony Roche, Nikola Pilić, Roger Taylor, Pierre Barthès, Earl "Butch" Buchholz, Cliff Drysdale et Dennis Ralston. En 1968, aucun de ces derniers ne participe à l'Open de France. En 1970, les joueurs de la NTL n'ont pas participé à l'Open d'Australie car leur organisation n'a pas reçu de garantie. En 1970, ni les joueurs du WCT ni de la NTL n'ont joué à Roland-Garros.

### Rivalités du Tour et création de l'Association of Tennis Professionnals (ATP)
Les premiers tournois WCT ont lieu en février 1968 et les premiers tournois NTL en mars 1969. En juillet 1970, le WCT absorbe le NTL. Fin 1970, un panel de journalistes classe les joueurs, conduisant le WCT à envoyer des invitations aux 32 meilleurs hommes pour jouer le circuit WCT 1971 : parmi les 32, Ilie Năstase, Stan Smith, Jan Kodeš, Željko Franulović et Clark Graebner sont restés indépendants. En 1971, le WCT organise 20 tournois et conclut l'année avec les finales du WCT. En 1971, la majorité des meilleurs joueurs évoluent encore majoritairement sur le circuit WCT. Ainsi, l'Open d'Australie de 1971 est une compétition WCT alors que l'Open de France, Wimbledon et l'US Open sont des événements du Grand Prix ILTF.[réf. nécessaire]
À ce moment-là, la rivalité entre les deux groupes devient si intense que Rosewall, Gimeno, Laver, Emerson et quelques autres joueurs du WCT décident de boycotter l'US Open de 1971 (bien que Newcombe ait joué et perdu au premier tour contre Kodes). En 1972, le conflit entre l'ILTF et le WCT culmine lorsque l'ILTF interdit aux joueurs professionnels sous contrat de tous les événements du Grand Prix de l'ILTF entre janvier et juillet, qui comprenaient les Internationaux de France de tennis 1972 et le tournoi de Wimbledon1972 [réf. nécessaire].
Lors de l'US Open de 1972 en septembre, tous les joueurs participent et conviennent de former un syndicat de joueurs pour se protéger des promoteurs et des associations, ce qui a abouti à la création de l'Association of Tennis Professionals (ATP).

### Intégration
En 1978, les circuits du Grand Prix ILTF et du WCT fusionnent. Cependant, en 1982, le circuit WCT se sépare à nouveau et crée un classement WCT plus complexe, similaire au classement ATP. Le WCT n'a pas eu autant de succès dans les années 1980 et le Grand Prix circuit devient le circuit principal. La gouvernance du Grand Prix est dirigée par un Conseil international. Les Finals du WCT à Dallas se poursuivent jusqu'à la fin des années 1980, puis sont dissoutes avec la création de l'ATP Tour en 1990.
L'Ere Open, le circuit professionnel mondial et la télévision aident le tennis à se répandre dans le monde et à retirer son image élitiste et anglocentrique. En Amérique, depuis les années 1970, les courts de tennis deviennent une caractéristique commune des installations récréatives publiques. Par exemple, l'US Open déménage du club West Side Tennis Club privé à un parc public (le USTA National Tennis Center, Flushing Meadows Park) accessible à toute personne achetant un billet.

### Circuit ATP
En 1990, l'Association of Tennis Professionals (ATP), dirigée par Hamilton Jordan, remplace le MTC en tant qu'organe directeur du tennis professionnel masculin. Ils créent l'ATP Tour et organisent les neuf événements les plus prestigieux sous le nom de "Championship Series - Single Tournament Week", et à partir de 1996, sous le nom de "Super Nine". Douze des Grands Prix qui sont légèrement moins prestigieux que les neuf premiers événements sont renommés "Championship Series - Double Week" (ce qui signifie que dans la plupart des cas, 2 de ces tournois ont lieu la même semaine), et à partir de 1996, comme International Series Gold, tandis que le reste (environ 60) devient connu sous le nom de International Series.
Gagner un tournoi Super Nine valait environ la moitié des points (370) par rapport à gagner un tournoi du Grand Chelem (750), tandis que le tournoi International Series Gold valait jusqu'à 360 points en fonction de la dotation. Le format s'est poursuivi jusqu'en 2000, date à laquelle les Super Nine ont été renommés Masters Series (le vainqueur recevant 500 points), occupant le rang inférieur aux Grands Chelems (1000 points pour le vainqueur), et les International Series Gold ont été renommés simplement le Championship Series (d'une valeur de 250 à 300 points pour le vainqueur). En 2000, les tournois du Grand Chelem et les tournois Masters Series sont devenus des événements professionnels obligatoires si le classement d'un joueur le qualifie pour le tournoi. Les joueurs sont automatiquement inscrits et les événements Masters et Slam deviennent la référence pour le classement des joueurs avec jusqu'à 5 tournois supplémentaires également comptés (18 en tout avec en plus les finales ATP s'ils se qualifient). Avant 2000, les 14 meilleurs tournois d'un joueur étaient comptés dans le classement des points ATP.
En 2009, les événements Masters sont renommés ATP World Tour Masters 1000, les Masters de Monte-Carlo devenant un événement non obligatoire, ce qui signifie qu'un joueur peut utiliser ses résultats d'un tournoi de niveau inférieur à la place. Les International Series Gold deviennent l'ATP World Tour 500 et les événements restants l'ATP World Tour 250. Les nombres dans le nom du type de tournoi indiquent ainsi les points de classement apportés au gagnant. Simultanément, l'accent commence à être mis sur la victoire d'un tournoi, les points attribués au deuxième passant de 70 % des points du champion à 60 % (c'est-à-dire de 700 points à 600 points dans un événement Masters 1000). Des points commencent également à être attribués pour les matchs en simple de la Coupe Davis.

## Tennis professionnel féminin

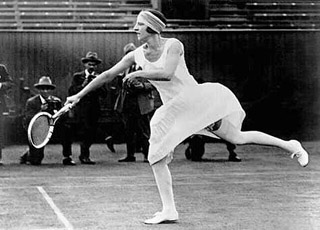
Suzanne Lenglen (ici en 1925 à Wimbledon), première joueuse de tennis professionnelle.

Le tennis professionnel féminin débute en 1926, lorsque la joueuse numéro un mondiale Suzanne Lenglen accepte 50 000 $ pour une série de matchs contre la triple championne américaine Mary K. Browne. La série se termine en 1927 et les femmes n'ont plus concouru en tant que professionnelles jusqu'en 1941, lorsque Alice Marble fait une tournée contre Mary Hardwick. La Seconde Guerre mondiale entrave ensuite la plupart des compétitions professionnelles.
En 1947, de nouveaux matchs professionnels ont lieu, avec une série entre Pauline Betz et Sarah Palfrey Cooke, toutes deux championnes nationales américaines. En 1950 et 1951, Bobby Riggs signe Betz et Gussie Moran pour jouer une tournée professionnelle avec Jack Kramer et Pancho Segura, où Betz a domine Moran. Althea Gibson devient professionnelle en 1958 et s'est jointe à Karol Fageros en première partie des Harlem Globetrotters pendant une saison.
Il n'y a pratiquement plus de tennis professionnel féminin jusqu'en 1967, lorsque le promoteur George McCall signe Billie Jean King, Ann Jones, Françoise Dürr et Rosie Casals pour rejoindre sa tournée de huit hommes pendant deux ans. Les femmes professionnelles jouent ensuite en tant qu'indépendantes au début de l'Ere Open.
En 1970, le promoteur du tournoi de Los Angeles, Jack Kramer, n'offre aux femmes que 7 500 $ en prix contre un total de 50 000 $ pour les hommes. Lorsque Kramer refuse d'égaler la dotation des hommes et celles des femmes, King et Casals exhortent les autres femmes à boycotter.
Gladys Heldman, éditrice américaine du magazine World Tennis, répond avec une tournée féminine distincte sous le parrainage des cigarettes Virginia Slims. En 1971 et 1972, le WT Women's Pro Tour offre près de 10 fois le prix en argent des autres événements de tennis féminins professionnels. En 1973, l'US Open est le premier tournoi à offrir des prix égaux aux hommes et aux femmes. Billie Jean King gagne plus de 100 000 $ en 1971 et 1972.
Lors du célèbre match d'exhibition Bataille des sexes contre le joueur Bobby Riggs en septembre 1973, King attire encore plus l'attention des médias sur le tennis et sur les femmes professionnelles de tous horizons en battant Riggs.
La Women's Tennis Association, créée en 1973, est le principal organisme organisateur du tennis professionnel féminin, organisant le circuit mondial professionnel WTA . Les championnats du circuit WTA sont généralement considérés comme le cinquième événement féminin le plus prestigieux (après les quatre tournois du Grand Chelem).

## Temple de la renommée internationale du tennis
En 1954, James Van Alen crée l'International Tennis Hall of Fame, un musée à but non lucratif à Newport, Rhode Island. Le bâtiment contient une grande collection de souvenirs et honore des joueurs éminents. Chaque année, un tournoi sur gazon a lieu sur son terrain, ainsi qu'une cérémonie d'intronisation honorant les nouveaux membres.